# Remember Love
Remember Love – singel nagrany przy współpracy trzech DJ-ów: Armina van Buurena, Paula van Dyka oraz Paula Oakenfolda. Utwór jest upamiętnieniem 21 ofiar, które zginęły dnia 24 lipca 2010 roku podczas festiwalu Love Parade w Dusiburgu. 
Utwór zaprezentowano w audycji Armina van Buurena (A State of Trance), Paula van Dyka (VONYC Sessions) oraz pomysłodawcy, Paula Oakenfolda (Perfecto on Tour).
10 września 2010 "Remember Love", na okres 2 tygodni, znalazł się w sprzedaży za pośrednictwem internetowego sklepu Beatport. Całkowity zysk ze sprzedaży został przeznaczony dla rodzin osób poszkodowanych w tragedii.